# Saiph
Coordenadas:  05h 47m 45.4s, −09° 40′ 11″
Saiph, também conhecida pela designação de Bayer Kappa Orionis (κ Ori, κ Orionis), é a sexta estrela mais brilhante da constelação de Orion. Das quatro estrelas que compõem o quadrilátero principal de Orion, Saiph é a estrela no canto inferior esquerdo. O nome Saiph vem do árabe saif al jabbar, 'سیف الجبّار' literalmente espada do gigante.
Com uma magnitude aparente de 2,1, medições de paralaxe dão a Saiph uma distância estimada de 650 anos-luz (198 parsecs) da Terra, que é parecida à distância de Rigel. Sua magnitude visual aparente é menor que a de Rigel, apesar de ser uma estrela bem mais quente com uma temperatura superficial de 26 500 K. Saiph emite grande parte de sua energia na região ultravioleta do espectro, que é invisível ao olho humano, tornando-a aparentemente menos brilhante. Sua luminosidade varia levemente em 0,04 magnitudes.
Comparada ao Sol é uma estrela enorme, com 14–17 vezes a massa solar e mais de 22 vezes o raio. Sua classificação estelar é B0.5 Iab:. A classe de luminosidade 'Iab' representa uma estrela supergigante que esgotou o hidrogênio em seu núcleo e que deixou de ser da sequência principal. Contudo, o ':' indica alguma incerteza no valor espectro. Saiph tem um forte vento estelar e está perdendo massa à taxa de 9,0 × 10–7 massas solares por ano, o equivalente à massa solar a cada 1,1 milhão de anos. Estrelas grandes como Saiph (e muitas outras em Orion) estão destinadas a explodir como supernovas tipo II.